# Ali Hüryılmaz
Ali Hüryılmaz (* 29. Januar 1945) ist ein ehemaliger türkischer Radrennfahrer.

## Sportliche Laufbahn
Hüryılmaz war Straßenradsportler und im Bahnradsport aktiv. Er war Teilnehmer der Olympischen Sommerspiele 1972 in München. Im olympischen Straßenrennen wurde er als 40. klassiert. Im Mannschaftszeitfahren kam der türkische Straßenvierer mit Mevlüt Bora, Erol Küçükbakırcı, Ali Hüryılmaz und Seyit Kırmızı auf den 24. Platz. Im olympischen Straßenrennen wurde er 73.
Bei den Mittelmeerspielen 1971 gewann er in der Mannschaftsverfolgung die Bronzemedaille. 1973 und 1975 gewann er die Türkei-Rundfahrt.